# Exoprosopa aurulans
Exoprosopa aurulans är en tvåvingeart som beskrevs av Mario Bezzi 1924. Exoprosopa aurulans ingår i släktet Exoprosopa och familjen svävflugor. Inga underarter finns listade i Catalogue of Life.